# Řásenská vrchovina
Řásenská vrchovina je geomorfologický okrsek tvořící součást Jihlavských vrchů. Vrchovinu tvoří pravoúhlý žulový kvádr obepnutý svahy, na západě je to Horní Dubenky-Kaliště-Býkovec a na jihu Klatovec-Světlá. Ve střední části se dochoval plochý povrch s četnými skalními útvary (skalní hradby, izolované skály, žokovité balvany). Dále se zde nacházejí drobné tvary zvětrávání a odrosu žul (skalní mísy, skalní výklenky) a tvary, které vznikly tropickým zvětráváním v třetihorách změněné mrazovým zvětráváním v pleistocenu. Nejvyšším bodem je Javořice (837 m). Dále tu stojí Míchův vrch (786 m), Míchova skála (773 m), Roštejn (727 m), Mrchatina (715 m), Štamberk (717 m), Nekolův kopec (668 m), Skalka (686 m). Oblast je převážně zalesněná souvislým smrkovým lesem s bukem, rovněž se zde rozkládají louky s vlhkomilnými a rašelinnými druhy.